# Diss (音樂)
Diss是英語disrespect或disparage的縮寫，中文又稱駡人歌曲、嗆聲曲是一種以公開貶損他人（通常是其他藝人）為主要目的的歌曲或歌曲橋段。此類歌曲通常是雙方既有衝突升級的產物，例如涉事藝人可能曾是同一團體成員，或分屬競爭廠牌。
Diss歌作為獨立形式在嘻哈（hip-hop）類型中普及，並受嘻哈競爭現象（尤其是1990年代中期東西海岸嘻哈鬥歌）推動。近年來，傳統音樂圈外的娛樂人士也開始採用這種形式。
藝人在創作Diss歌時，常會大量引用過往事件與衝突，供聽眾深入解讀。被攻擊的藝人通常會製作回應曲，這種來回交鋒的模式使得此類歌曲極具病毒傳播性。術語「sneak diss」（陰陽怪氣）指藝人在歌詞中以負面方式影射特定對象卻不明確點名的行為。

## 延伸閲讀
- 對戰饒舌